# Böhmischer Prater
Böhmischer Prater er en lille forlystelsespark beliggende ved Laaer Bergs mange rekreationssteder ved udkanten af Wien. I Böhmischer Prater finder man flere forlystelser, der er op imod 100 år gamle. Navnet "Prater" kommer af den store park i Wien kaldet Wiener Prater.
Böhmischer Prater ligger på selve Laaer Berg i udkanten af Laaer Wald i Wiens 10. bezirk Favoriten. Forlystelserne og spisestederne ligger langs en fodgængerzone. Tivoli i Böhmischer Prater udgør centrummet for forlystelserne i parken.
Forlystelsesparken opstod i den anden halvdel af det 19. århundrede. Fra den gamle fabrikskantine ved Wienerbergers fabrik opstod det første spisested på Laaer Berg. I år 1883 havde talrige familier, der levede af at optræde allerede slået sig ned i Böhmischer Prater. Disse stammede, som også flertallet af arbejderne på Wienerberger, fra de østrigske kronlande Bøhmen og Mähren. I de følgende år skete en stadig udbyggelse af forlystelsesparken. Under 2. verdenskrig, d. 11. december 1944, blev Böhmischer Prater næsten fuldstændig ødelagt på grund af bombeangreb. Efter genopbygningen i efterkrigstiden genvandt parken endelig sit nuværende udseende.
Som i det store Prater findes også i Böhmischer Prater et pariserhjul. Det har dog kun en diameter på 21 meter og 14 gondoler.